# David Finkelstein
David Ritz Finkelstein (Nova York, 19 de juny de 1929) és un professor jubilat de física a l'Institut de Tecnologia de Geòrgia. Finkelstein obtingué el seu doctorat en física al MIT el 1953. Entre 1964 i 1976 fou professor de física a la Yeshiva University.
El 1958, ell i Charles W. Misner trobaren la curvatura gravtacional, un defecte topològic en la mètrica gravitacional, la teoria quàntica de la qual pot presentar espín 1/2. La curvatura més simple mostraba un horitzó d'esdeveniments que el va portar a reconèixer el de la mètrica de Schwarzschild i eliminar la seva singularitat coordinada. Aquest treball va influenciar les decisions de Roger Penrose i John Archibald Wheeler a acceptar l'existència física de l'horitzó d'esdeveniments i de forats negres.
Finkelstein dirigeix la majoria de la seva feina cap a la teoria quàntica de l'estructura de l'espaitemps. Des del principi va acceptar la conclusió de John von Neumann que deia que les anomalies de les mesures quàntiques són anomalies de la lògica dels sistemes quàntics. Per tant, va formar símils quàntics de la teoria de conjunts, l'idioma estàndard de les estructures clàssiques espaciotemporals, i proposà que l'espaitemps és un conjunt quàntic de cronons doblats, una tipus d'ordinador quàntic amb espín pels bits quàntics, com una versió quàntica de l'autòmat de Von Neumann. Des de llavors ha estudiat els cronons amb una forma regularitzada de l'estadística de Bose-Einstein gràcies a Tchavdar D. Palev.
També investigà els llamps globulars amb Julio Rubenstein i James R. Powell. Va arribar a la conclusió que els llamps globulars són més aviat un errant Foc de Sant Elm, una solució de baixa temperatura al flux de corrent elèctric atmosfèric.

## Llibres
- David Ritz Finkelstein: Quantum relativity: a synthesis of the ideas of Einstein and Heisenberg, Springer, 1996
- David Ritz Finkelstein, J. M. Jauch: Notes on quaternion quantum mechanics, CERN, 1959
- Charles Maisonnier, David Ritz Finkelstein: Beam intensity limitation in neutralized space charge betatrons, CERN, 1959
- David Ritz Finkelstein: Non-linear meson theory of nuclear forces, Massachusetts Institute of Technology, Department of Physics, 1952